# Bão Cát (phim truyền hình 2006)
Bão Cát (Tiếng trung phồn thể: 火舞黃沙) là một bộ phim truyền hình dài tập của đài TVB, phát sóng vào tháng 5 2006.
Bộ phim được quay ở Ngân Xuyên, (Ninh Hạ ở Trung Quốc Đại lục) và Hồng Kông.

## Tóm tắt nội dung
Toàn bộ bộ truyện xoay quanh cuộc sống của hai gia tộc: Nhà họ Diêm (閻族) và Nhà họ Tống (宋族) ở Cao nguyên Hoàng Thổ của vùng Thiểm Bắc thời Cộng hòa.
Trong phần tiền truyện, một trận dịch hạch đã quét qua khu vực mà Nhà họ Diêm sinh sống, đẩy gia tộc này đến gần tuyệt tự. Tuy nhiên, nhà họ Tống đã đến và dạy nhà họ Diêm sử dụng thuốc súng để xua đuổi bệnh dịch. Sau đó, sau khi dịch bệnh được xóa bỏ, nhà họ Tống đã dạy cho nhà họ Diêm nghệ thuật làm pháo hoa và pháo, điều này đã đưa nhà họ Diêm trở nên giàu có. Để tỏ lòng biết ơn, các trưởng lão nhà họ Diêm thời đó đã ban hành một sắc lệnh, ra lệnh cho toàn bộ người nhà họ Diêm và con cháu của họ phải chăm sóc cho tất cả các thành viên của nhà họ Tống từ khi lọt lòng đến khi mồ yên mả đẹp.
Sắc lệnh này là nền tảng của xung đột trọng tâm của câu chuyện. Vào thời điểm của bộ truyện, nhà họ Tống là một cái bóng của chính nó trước đây, không có thành viên trong gia tộc nào xuất sắc hoặc có thành tích đáng kể. Do đó, toàn bộ nhà họ Tống đã trở nên phụ thuộc vào sự chăm sóc của nhà họ Diêm. Điều này đã khiến nhà họ Diêm coi nhà họ Tống là những kẻ ăn bám. Loạt phim tập trung vào sự cạnh tranh giữa hai gia tộc trước đây rất hòa hợp này và những nỗ lực của nhà họ Diêm để loại bỏ nhà họ Tống khỏi nơi ở của họ. Điều này cùng với sự cạnh tranh nội bộ trong nhà họ Tống và nhà họ Diêm và mối đe dọa liên tục từ một nhóm cướp được gọi là Mã tặc (馬賊) đã tạo toàn bộ câu chuyện.

## Diễn viên

### Nhà họ Diêm
| Diễn viên               | Vai diễn                | Mô tả |
| Chung Cảnh Huy          | Diêm Quốc Nghiệp 閻國業 | Cha của Diêm Vạn Hy và Yim Man-Yip. Anh trai của Diêm Thiếu Hồng, Diêm Quốc Cơ.                               |
| Lâm Bảo Di              | Diêm Vạn Hy 閻萬曦      | Con trai của Diêm Quốc Nghiệp. Chồng của Kế Minh Phụng. Anh trai của Diêm Vạn Thiên. Người yêu của Tiêu Ngọc. |
| Lê Tư                   | Kế Minh Phụng 計明鳳    | Vợ của Diêm Vạn Hy.                                                                                           |
| Vương Hiền Chí (王賢誌) | Diêm Vạn Thiên 閻萬天   | Con trai của Diêm Quốc Nghiệp. Em trai của Diêm Vạn Hy. Người yêu cũ của Kế Minh Phụng.                       |
| Trần Tú Châu            | Diêm Thiếu Hồng 閻少虹  | Diêm Quốc Nghiệp và em gái của Diêm Quốc Cơ.                                                                  |
| Từ Vinh (徐榮)          | Diêm Quốc Cơ 閻國基     | Diêm Quốc Nghiệp và anh trai Diêm Thiếu Hồng.                                                                 |

### Nhà họ Tống
| Diễn viên              | Vai diễn               | Mô tả                                                  |
| Trần Hào               | Tống Đông Thăng 宋東昇 | Chồng của Gia Xuân Phân.                               |
| Thái Thiếu Phân        | Tiêu Ngọc 焦玉         | Thủ lĩnh Sung Clan Người yêu của Diêm Vạn Hy.          |
| Xa Thi Mạn             | Gia Xuân Phân 家春分   | Vợ của Tống Đông Thăng. Vợ cũ của Tống Đông Dương.     |
| Huỳnh Đức Bân (黃德斌) | Tống Đông Dương 宋東陽 | Chồng của Thư Lãng Nguyệt. Chồng cũ của Gia Xuân Phân. |
| Thiệu Mỹ Kỳ            | Thư Lãng Nguyệt 舒朗月 | Vợ của Tống Đông Dương.                                |
| Mã Hải Luân (馬海倫)   | Quế Lan 桂蘭           |                                                        |

### Diễn viên khác
| Diễn viên               | Vai diễn             | Mô tả                                  |
| Trần Hồng Liệt (陳鴻烈) | Mao Thổ 茅土         | Cha của Mao Tiểu Cầm và Mao Tiểu Trác. |
| Châu Gia Di (周家怡)    | Mao Tiểu Cầm 茅小琴  | Con gái của Mao Thổ.                   |
| An Anh (殷櫻)           | Mao Tiểu Trác 茅小卓 | Con gái của Mao Thổ.                   |

## Nhân vật
- Diêm Vạn Hy(Lâm Bảo Di) là thủ lĩnh chuyên chế, bắt nạt của nhà họ Diêm, đồng thời là ông chủ của các hoạt động kinh doanh của nhà họ Diêm: "Kat Hing Tong (吉慶堂)". Anh và anh trai của mình là Diêm Vạn Thiên đã sống nương tựa vào nhau kể từ khi mẹ của họ qua đời. Một tai nạn thời thơ ấu khiến Man-Hei bị điếc, nhưng tính cách tàn bạo và tàn nhẫn của anh ta đã thúc đẩy anh ta trở thành thủ lĩnh gia tộc.
- Diêm Quốc Nghiệp(Chung Cảnh Huy) là thủ lĩnh nhà họ Diêm đã nghỉ hưu, người có vẻ ngoài lịch thiệp và tốt tính, che giấu một tính cách tàn nhẫn và độc ác. Anh ta là người thường xuyên khuấy động các cuộc tranh cãi trong nhà họ Diêm.
- Yim Kwok-Tin(Vương Hiền Chí) là một thành viên nhút nhát, tốt tính và có học thức của nhà họ Diêm, thường bị những người khác sử dụng như một con tốt trong cuộc tranh giành quyền lực tổng thể của họ.
- Diêm Thiếu Hồng(Trần Tú Châu) là em gái của Diêm Quốc Nghiệp, người suýt bị Kwok-Yip đánh chết khi cô phát hiện ra anh ngoại tình với một phụ nữ nhà họ Tống. Cuộc tấn công khiến cô bị tê liệt, tạo ra cảm giác tội lỗi lớn cho Kwok-Yip.
- Kế Minh Phụng(Lê Tư) là vợ của Diêm Vạn Hy, người hầu như luôn bị Man-Hei đối xử với sự nghi ngờ. Cô ấy rất thông minh và có thể nhìn mọi người bằng quan điểm của mình về tính cách và hoàn cảnh của họ. Lúc đầu vợ chồng cô ấy cãi nhau rất nhiều và cũng có nhiều cuộc cãi vã nhưng dần dần mối quan hệ của họ thay đổi.
- Tống Đông Thăng (Trần Hào) là một thành viên của nhà họ Tống, người đã yêu một góa phụ. Điều này dẫn đến một cuộc hành quyết bằng pháo (trong cái mà hai gia tộc gọi là "Ánh sáng của Đèn trời") đã bị chặn lại bởi sự may mắn tuyệt đối. Sau đó, anh ta bị trục xuất khỏi nhà họ Tống, nhưng đã quay trở lại ngay sau đó.
- Gia Xuân Phân (Xa Thi Mạn) đã được lên kế hoạch kết hôn với Tống Đông Thăng trong một cuộc hôn nhân sắp đặt, nhưng hôn lễ bị hủy bỏ vì Tung-Sing bị phế truất khỏi nhà họ Tống. Điều này dẫn đến việc cô ấy bị gán cho là một người kém may mắn. Cô buộc phải kết hôn với Tống Đông Dương sau đó, nhưng cuộc hôn nhân kết thúc trong thảm họa.
- Tiêu Ngọc (Thái Thiếu Phân) là người đứng đầu gian manh của nhà họ Tống, người đã nắm quyền sau cái chết của trưởng lão trong tộc bằng cách giả mạo di chúc. Cô đã tham gia vào một kế hoạch phức tạp để trả thù chính xác cho cái chết của con trai mình vào cuối bộ truyện.
- Tống Đông Dương (Huỳnh Đức Bân) là một phần của nhà họ Tống, người cuối cùng đã vươn lên cấp lãnh đạo Gia tộc. Bí mật về sự bất lực của ông đã được giấu kín với nhà họ Tống.
- Mao Thổ (Trần Hồng Liệt) là một người đào giếng xuất thân trong một gia đình có lịch sử đào giếng lừng lẫy. Ông cũng là cha của góa phụ mà Tung-Shing đem lòng yêu.

## Phê bình
TVB đã quảng cáo loạt phim này rất nhiều nên đã tạo ra một sự cường điệu rất lớn cho loạt phim ngay cả trước khi nó bắt đầu được phát hành. Một buổi ra mắt sớm cùng với các buổi ra mắt phim Hollywood đã được tổ chức vào ngày 24 tháng 4 năm 2006 tại Cung điện Trung tâm Tài chính Quốc tế. Nhiều người gọi loạt phim này là " Chiến tranh và sắc đẹp II  do dàn diễn viên giống nhau đến kinh ngạc (ngoại trừ Trương Khả Di và Đặng Tụy Văn được cho là do tranh chấp hợp đồng), hầu hết dàn diễn viên vẫn giữ nguyên với sự bổ sung của Thái Thiếu Phân và Thiệu Mỹ Kỳ. Cả hai sản phẩm cũng có cùng một nhà sản xuất Thích Kỳ Nghĩa. Tuy nhiên, nó không phải là phần tiếp theo hay tiền truyện và cốt truyện hoàn toàn khác với bản gốc  Thâm cung nội chiến .
Báo cáo xếp hạng cho thấy tập đầu tiên đã phá kỷ lục xếp hạng trong những năm gần đây với mức trung bình là 36 điểm, tương đương với 2,31 triệu khán giả. Tập thứ hai cũng duy trì mức rating tương tự. Vào thời điểm đó, TVB tự tin rằng tỷ suất người xem của bộ phim sẽ tiếp tục tăng. Tuy nhiên, xếp hạng bắt đầu giảm trong vài tuần tiếp theo. Một số người tin rằng tiền đề của bộ phim, nơi có hai gia đình đối thủ thường xuyên cãi vã nhau và bối cảnh sa mạc (liên tục tạo ra màu vàng đơn sắc được tăng cường đáng kể trong Hậu kỳ trên TV) đã khiến bộ phim có phần gây mệt mỏi. Tuy nhiên, xếp hạng cho tất cả các tập đều trên 30 điểm, đáng ghi nhận theo tiêu chuẩn của Hồng Kông.

## Xếp hạng lượng người xem
|   | Tuần                         | Tập phim | Điểm trung bình | Điểm đỉnh | Tham khảo |
| - | ---------------------------- | -------- | --------------- | --------- | --------- |
| 1 | 1–5 tháng 5, 2006            | 1 — 5    | 34              | 36        | [ 1 ]     |
| 2 | 8–12 tháng 5, 2006           | 6 — 10   | 33              | 35        | [ 2 ]     |
| 3 | 15–19 tháng 5, 2006          | 11 — 15  | 31              | —         | [ 3 ]     |
| 4 | 22–26 tháng 5, 2006          | 16 — 20  | 32              | 33        | [ 4 ]     |
| 5 | 29 tháng 5 - 2 tháng 6, 2006 | 21 — 25  | 30              | 32        | [ 5 ]     |
| 6 | 5–9 tháng 6, 2006            | 26 — 30  | 31              | 34        | [ 6 ]     |
| 7 | 12 tháng 6, 2006             | 31 — 32  | 35              | 38        | [ 7 ]     |

## Giải thưởng và đề cử

### Giải thưởng
Giải Thường niên TVB lần thứ 39 (2006)
- "Nam diễn viên phụ xuất sắc nhất" (Huỳnh Đức Bân - Tống Đông Dương)

### Nominations
Giải Thường niên TVB lần thứ 39 (2006)
- Nominated - "Phim hay nhất"
- Nominated - "Nam diễn viên chính xuất sắc nhất" (Lâm Bảo Di - Diêm Vạn Hy)
- Nominated - "Nam diễn viên chính xuất sắc nhất" (Trần Hào - Tống Đông Thăng)
- Nominated - "Nữ diễn viên chính xuất sắc nhất" (Thái Thiếu Phân - Tiêu Ngọc)
- Nominated - "Nữ diễn viên chính xuất sắc nhất" (Xa Thi Mạn - Gia Xuân Phân)
- Nominated - "Nữ diễn viên chính xuất sắc nhất" (Lê Tư - Kế Minh Phụng)
- Nominated - "Nam diễn viên phụ xuất sắc nhất" (Chung Cảnh Huy - Diêm Quốc Nghiệp)
- Nominated - "Nam diễn viên phụ xuất sắc nhất" (Huỳnh Đức Bân - Tống Đông Dương)
- Nominated - "Nam diễn viên phụ xuất sắc nhất" (Trần Hồng Liệt - Mau To)
- Nominated - "Nữ diễn viên phụ xuất sắc nhất" (Châu Gia Di - Mao Tiểu Cầm)
- Nominated - "Nữ diễn viên phụ xuất sắc nhất" (Mã Hải Luân - Quế Lan)
- Nominated - "Nam diễn viên được yêu thích nhất" (Lâm Bảo Di - Diêm Vạn Hy)
- Nominated - "Nam diễn viên được yêu thích nhất" (Trần Hào - Tống Đông Thăng)
- Nominated - "Nam diễn viên được yêu thích nhất" (Chung Cảnh Huy - Diêm Quốc Nghiệp)
- Nominated - "Nam diễn viên được yêu thích nhất" (Huỳnh Đức Bân - Tống Đông Dương)
- Nominated - "Nữ diễn viên được yêu thích nhất" (Thái Thiếu Phân - Tiêu Ngọc)
- Nominated - "Nữ diễn viên được yêu thích nhất" (Xa Thi Mạn - Gia Xuân Phân)
- Nominated - "Nữ diễn viên được yêu thích nhất" (Lê Tư - Kế Minh Phụng)